# Ariamenes
 (janvier 2015).
Si vous disposez d'ouvrages ou d'articles de référence ou si vous connaissez des sites web de qualité traitant du thème abordé ici, merci de compléter l'article en donnant les références utiles à sa vérifiabilité et en les liant à la section « Notes et références ».
Ariamenes est un prince perse, treizième fils du roi Darius Ier. On ignore qui est sa mère.
Il a 15 frères : 
- Arsamès
- Gobryas
- Xerxès Ier
- Masistès
- Hystaspès,
- Ariomardos
- Abrocomès
- Hypérantès
- Artobarzanès
- Ariabignès
- Arsamenes
- Istin
- Pandusassa

Ainsi que 3 sœurs : 
- Artazostre
- Candravarna,
- Mandane, parfois identifiée à Sandauce